# Pedro Westphalen
Pedro Bandarra Westphalen (Cruz Alta, 19 de dezembro de 1950) é um médico e político brasileiro filiado ao Progressistas (PP). Atualmente exerce seu primeiro mandato de deputado federal pelo Rio Grande do Sul. Até abril de 2021, Pedro apresentou alinhamento de 96% com o governo Bolsonaro nas votações da câmara.

## Biografia
Foi um dos fundadores do Sistema Sindical de Hospitais do Rio Grande do Sul e do Sindicato dos Hospitais da Região da Serra (Sindiserra) na década de 90, e da Confederação Nacional de Saúde (CNS). Atualmente, é vice-presidente licenciado da Federação dos Hospitais do Rio Grande do Sul (FEHOSUL) e diretor licenciado da CNS.
Pedro Westphalen iniciou sua carreira política como deputado estadual em 2002, eleito com 36.044 votos. Já em seu primeiro mandato, foi presidente da Comissão de Saúde e Meio Ambiente ajudando na reconstrução do IPE Saúde e criando a Frente Parlamentar da Saúde. Foi integrante das Comissões de Finanças, Planejamento, Fiscalização e Controle; de Agricultura, Pecuária e Cooperativismo; de Educação, Cultura, Desporto, Ciência e Tecnologia, de Bioética e das Águas. Também foi relator da Lei de Diretrizes Orçamentárias (LDO) e do Plano Plurianual (PPA) e da Comissão Especial das Células-Tronco.
Foi reeleito para o segundo mandato com 44.079 votos. No dia 01 de janeiro de 2007, assumiu a Secretaria Estadual da Ciência e Tecnologia, iniciando a construção da Lei da Inovação, fundamental para o desenvolvimento tecnológico do Estado. Em 2008 integrou a Comissão de Constituição e Justiça (CCJ) e a CPI do Detran. Como líder do Governo de Yeda Crusius, ajudou na construção do déficit zero, na retomada do pagamento dos precatórios, na melhoria na malha rodoviária estadual e no repasse em dia dos valores oriundos de programas aos municípios gaúchos.
Em 2010, assumiu a 1ª Secretaria da Assembleia Legislativa. Nas eleições do mesmo ano, foi eleito pela terceira vez como deputado estadual, com 72.910 votos. A partir de 2011 integrou as comissões de Constituição e Justiça e Segurança e Serviços Públicos. Em 2012, ocupou novamente o cargo de 1º Secretário da Assembleia Legislativa. Em sua trajetória, recebeu o Prêmio Destaque Médico Amrigs, Troféu Responsabilidade Ambiental, da Secretaria Estadual de Meio Ambiente, do Instituto de Proteção Ambiental Borboleta Azul.
Ainda em 2010, foi um dos Deputados Estaduais do Rio Grande do Sul que votou a favor do aumento de 73% nos próprios salários em dezembro, fato esse que gerou uma música crítica chamada "Gangue da Matriz" composta e interpretada pelo músico Tonho Crocco, que fala em sua letra os nomes dos 36 deputados (inclusive o de Pedro Westphalen) que foram favoráveis a esse autoconcedimento salarial; Giovani Cherini como presidente da Assembleia Legislativa do Rio Grande do Sul na ocasião entrou com uma representação contra o músico, Cherini falou que era um crime contra honra e o título era extremamente agressivo e fazia referência a criminosos que mataram o jovem Alex Thomas, na época Adão Villaverde que se tornou o sucessor na presidência da Assembleia Legislativa, expressou descontentamento discordando da decisão de Cherini, mas em agosto do mesmo ano o próprio Giovani Cherini ingressou com petição pedindo o arquivamento contra o músico com a alegação que não era vítima no processo (seu nome não aparecia na letra, pois como presidente do parlamento gaúcho na ocasião não podia votar) e que defendia a liberdade de expressão, na época Tonho recebeu apoio de uma loja que espalhou 20 outdoors pela capital Porto Alegre e também imenso apoio por redes sociais.
Durante o ano de 2013, Westphalen exerceu a função de Presidente da Assembleia Legislativa do Rio Grande do Sul. Com foco na transparência total do legislativo, em sua gestão, Westphalen tornou acessíveis todos os dados funcionais e financeiros de deputados e servidores no Portal da Transparência. Além desta medida, destaca-se a extinção do 14º e 15º salários dos deputados estaduais. Também foi durante a gestão de Westphalen que a Assembleia recebeu o prêmio Top Cidadania da ABRH/RS pelo projeto "Deputado por Um Dia", que permite que os jovens conheçam e entendam as rotinas e o cotidiano do Parlamento, coordenado pela Escola do Legislativo. Nas eleições de 2014, Westphalen foi reeleito para seu 4º mandato no Legislativo Estadual do RS, com 65.134 votos.
Em 1º de janeiro de 2015, foi nomeado Secretário dos Transportes, pelo Governador do Rio Grande do Sul, José Ivo Sartori. No comando da pasta, Westphalen trabalhou pelo desenvolvimento da infraestrutura e logística no RS, com foco na potencialização da intermodalidade, desenvolvendo ações de diagnóstico, planejamento e implementação. Entre os destaques da atuação de Westphalen na Secretaria Estadual dos Transportes estão a retomada nas obras da ERS-118; o Programa de Desenvolvimento da Aviação Regional e o fortalecimento do sistema hidroviário. No mês de março de 2018, retornou ao mandato na Assembleia Legislativa.

### Deputado federal
Na eleição estadual de 2018, Pedro se elegeu deputado federal. Em seu mandato na câmara, Pedro cronologicamente votou a favor da MP 867 (que segundo ambientalistas alteraria o Código Florestal anistiando desmatadores); a favor de criminalizar responsáveis por rompimento de barragens; a favor da PEC da Reforma da Previdência e contra excluir os professores nas regras da mesma; a favor da MP da Liberdade Econômica; a favor de cobrança de bagagem por companhias aéreas; contra incluir políticas LGBTs na pasta de Direitos Humanos; a favor do PL 3723 que regulamenta a prática de atiradores e caçadores; a favor do  "Pacote Anti-crime" de Sergio Moro; a favor do Novo Marco Legal do Saneamento;   a favor de ajuda financeira aos estados durante a pandemia de COVID-19; a favor do Contrato Verde e Amarelo; a favor da MP 910 (conhecida como MP da Grilagem); a favor da flexibilização de regras trabalhistas durante a pandemia; a favor do congelamento do salário dos servidores; a favor da anistia da dívida das igrejas; a favor da convocação de uma Convenção Interamericana contra o Racismo; a favor e depois contra destinar verbas do novo FUNDEB para escolas ligadas às igrejas; a favor da autonomia do Banco Central; contra a manutenção da prisão do deputado bolsonarista Daniel Silveira (PSL/RJ); a favor da validação da PEC da Imunidade Parlamentar; a favor da PEC Emergencial (que trata do retorno do auxílio emergencial por mais três meses e com valor mais baixo); a favor que empresas possam comprar vacinas da COVID-19 sem doar ao SUS; a favor de classificar a educação como "serviço essencial" (possibilitando o retorno das aulas presenciais durante a pandemia); a favor de acabar com o Licenciamento Ambiental para diversas atividades e a favor da privatização da Eletrobras. Pedro esteve ausente nas votações que trataram do Fundo Partidário, do Fundo Eleitoral e do mandato do deputado Wilson Santiago (PTB/PB), acusado de corrupção.

## Desempenho eleitoral
| Ano  | Eleição                       | Cargo             | Partido | Coligação                    | Suplentes/Vice                                | Votos          | Resultado                                        |
| ---- | ----------------------------- | ----------------- | ------- | ---------------------------- | --------------------------------------------- | -------------- | ------------------------------------------------ |
| 2002 | Estadual do Rio Grande do Sul | Deputado Estadual | PPB     | sem coligação proporcional   | Telmo Kirst (PPB), Leila Fetter (PPB)         | 36.044 (0,67%) | Eleito (44ª pessoa mais votada, 10ª no partido)  |
| 2006 | Estadual do Rio Grande do Sul | Deputado Estadual | PP      | sem coligação proporcional   | Leila Fetter (PP), Jair Soares (PP)           | 44.079 (0,81%) | Reeleito (24ª pessoa mais votada, 6ª no partido) |
| 2010 | Estadual do Rio Grande do Sul | Deputado Estadual | PP      | sem coligação proporcional   | Ernani Polo (PP), Luiz Valdir Andres (PP)     | 72.910 (1,29%) | Reeleito (3ª pessoa mais votada, 2ª no partido)  |
| 2014 | Estadual do Rio Grande do Sul | Deputado Estadual | PP      | sem coligação proporcional   | Marcel Van Hattem (PP), Gerson Borba (PP)     | 65.134 (1,17%) | Reeleito (7ª pessoa mais votada, 2ª no partido)  |
| 2018 | Estadual do Rio Grande do Sul | Deputado Federal  | PP      | PP / PSDB / PTB / PRB / REDE | Ronaldo Santini (PTB), Ronaldo Nogueira (PTB) | 97.163 (1,77%) | Eleito (19ª pessoa mais votada, 5ª na coligação) |